# Русолакос
Русолакос (на гръцки: Ρουσσολάκκος) е античен град от времето на минойската цивилизация, разположен в източния край на остров Крит, Гърция в дем Итанос на 2 km от село Палекастро. Неговото антично име не е достигнало до нас.
Пристанището и руините на постройките са съхранени заради наносите натрупани в продължение на 2000 години. Първите археологически разкопки са извършени през 1902-1906 г., по-късно отново през 1962-1963 и накрая през 1983 г. Разкрити са минойски жилищни сгради, улици, храм посветен на Зевс.
Подобно на много други селища на Крит, Русолакос също е изгорен около 1520–1430 г. пр.н.е., но по-късно отново е възстановяван.
Най-ранните писмени източници, които документират извършваните поклонения в храма на Зевс в Русолакос, са плочки изписани с линеар Б намерени в Кносос, датирани около 1300 г.пр.н.е. Но храмът е посещаван и преди тези първи записи, за което свидетелстват намерените артефакти, един от най-известните от които е красива статуетка на Зевс, изработена от злато и слонова кост около 1500 г.пр.н.е., съхранявана в музея в Сития. В Русолакос е намерена богато украсена керамика, останки от къщи с басейни и чешми, с домашни светилища и много др.
Днес в близост до някогашния град има пасища, маслинови горички и лозя.